# Рамазан
 Тази статия е за месечното говеене в исляма.  За месеца вижте Рамазан (месец).  
Вижте пояснителната страница за други значения на Рамазан.
Вижте пояснителната страница за други значения на Рамадан.
Рамазан (на турски: Ramazan) или Рамадан (на арабски: رمضان) е наричано месечното говеене по време на едноименния девети месец от ислямския календар.
През този месец мюсюлманите спазват през деня разширен пост (наричан саум на арабски), включващ въздържание (само денем) не само от храна, но също от напитки, тютюн, полов акт. Така отбелязват първото откровение от Корана за пророка Мохамед според ислямската вяра.
Това ежегодно месечно говеене е сред Петте стълба на исляма. Месецът трае 29 или 30 дни, като конкретната му продължителност се определя текущо всяка година чрез наблюдения на полумесеца и според многобройни биографични справки, събрани в хадисите.

## История
Думата „рамадан“ идва от арабския корен рамида или ар-рамад, което означава изгаряща топлина или сухота. Говеенето е фард (задължително) за възрастните мюсюлмани, освен болните, пътуващите, старите, бременните, кърмещите, диабетиците или жени с менструация. Говеенето по време на рамазан става задължително в месеца Шабан от 2-ра година от хиджра, след като мюсюлманите начело с Мохамед мигрират от Мека в Медина.

## Религиозни и други обичаи
Говеенето е ежедневно и трае от зазоряване до залез, „докато се различават бял и черен конец“. Мюсюлманите се въздържат от консумиране на храна, приемане на течности, пушене и сексуални отношения. Мюсюлманите са също така инструктирани да се въздържат от греховно поведение, което може да анулира наградата от говеенето, например псуване, лъжене и биене. Храни и напитки се сервират всеки ден преди зазоряване и след залез слънце, наричани респективно сухур и ифтар. Смята се, че духовните награди (тауаб) за говеенето се умножават в месец рамазан. Говеенето на мюсюлманите по време на рамазана обикновено включва повече молитви, рецитиране на Корана и разширяване на доброто поведение и благотворителност.

## Санкции за нарушение
В някои мюсюлмански страни неспазването на говеенето или откритото отклоняване от това поведение по време на рамазан се счита за престъпление и се преследва като такова. Например през октомври 2008 в Алжир съдът в Бискра осъжда шестима души на четири години затвор и тежки глоби.
В Кувейт според закон № 44 от 1968 г. санкцията е глоба от не повече от 100 кувейтски динара или затвор за не повече от месец или тези 2 наказания заедно за онези, които се хранят, пият или пушат по време на рамазан през деня. На някои места в Обединените арабски емирства храненето и пиенето на публични места по време на рамазан се счита за леко престъпление и се наказва с до 150 часа обществен труд. Наказанията в Саудитска Арабия са най-сурови, докато в Малайзия няма никакви наказания.
През 2014 г. в Керманшах, Иран немюсюлманин е осъден на изгаряне на устните с цигара, а 5 мюсюлмани публично са бичувани със 70 удара.